# Konzertzimmer

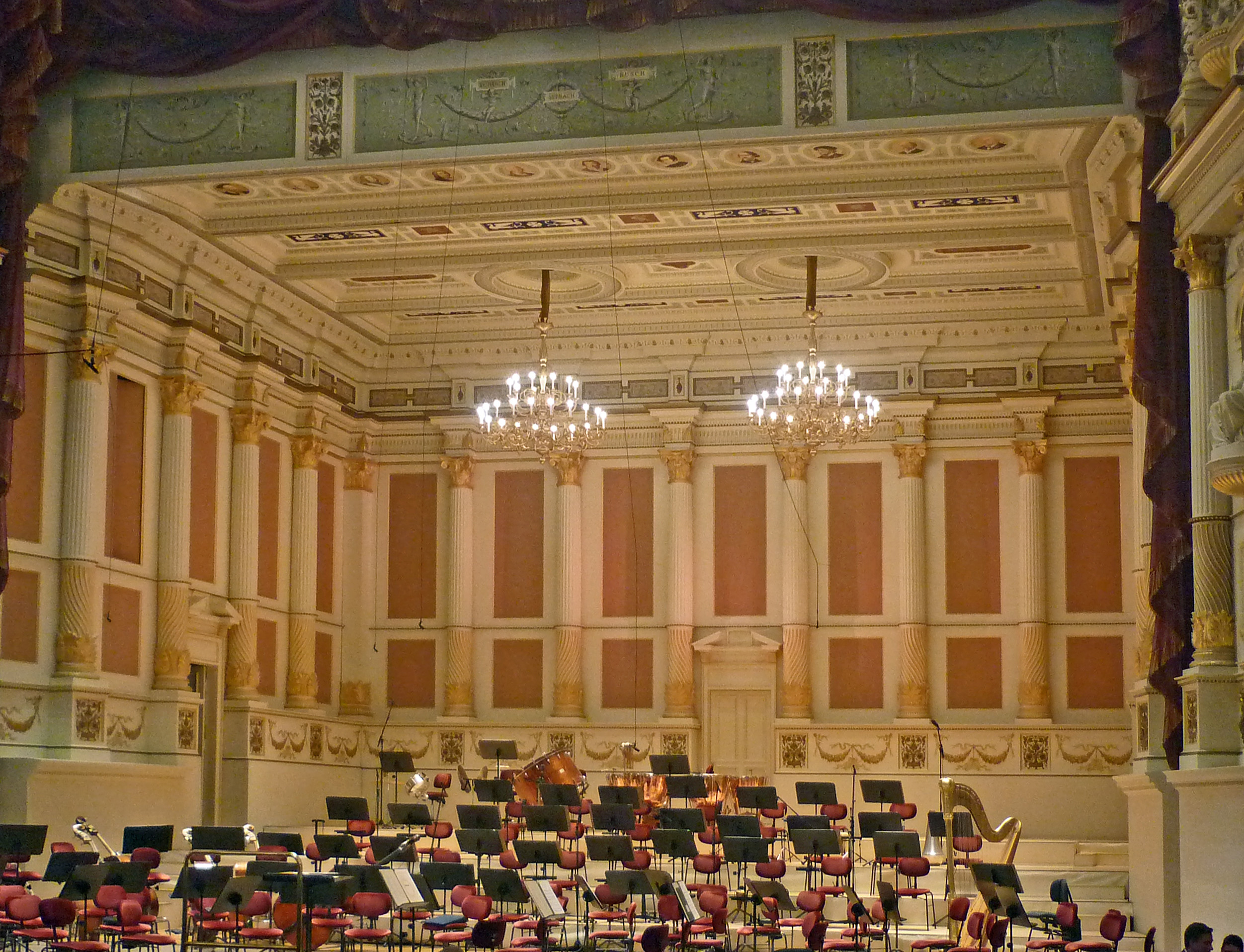
Konzertzimmer im Bühnenraum der Semperoper

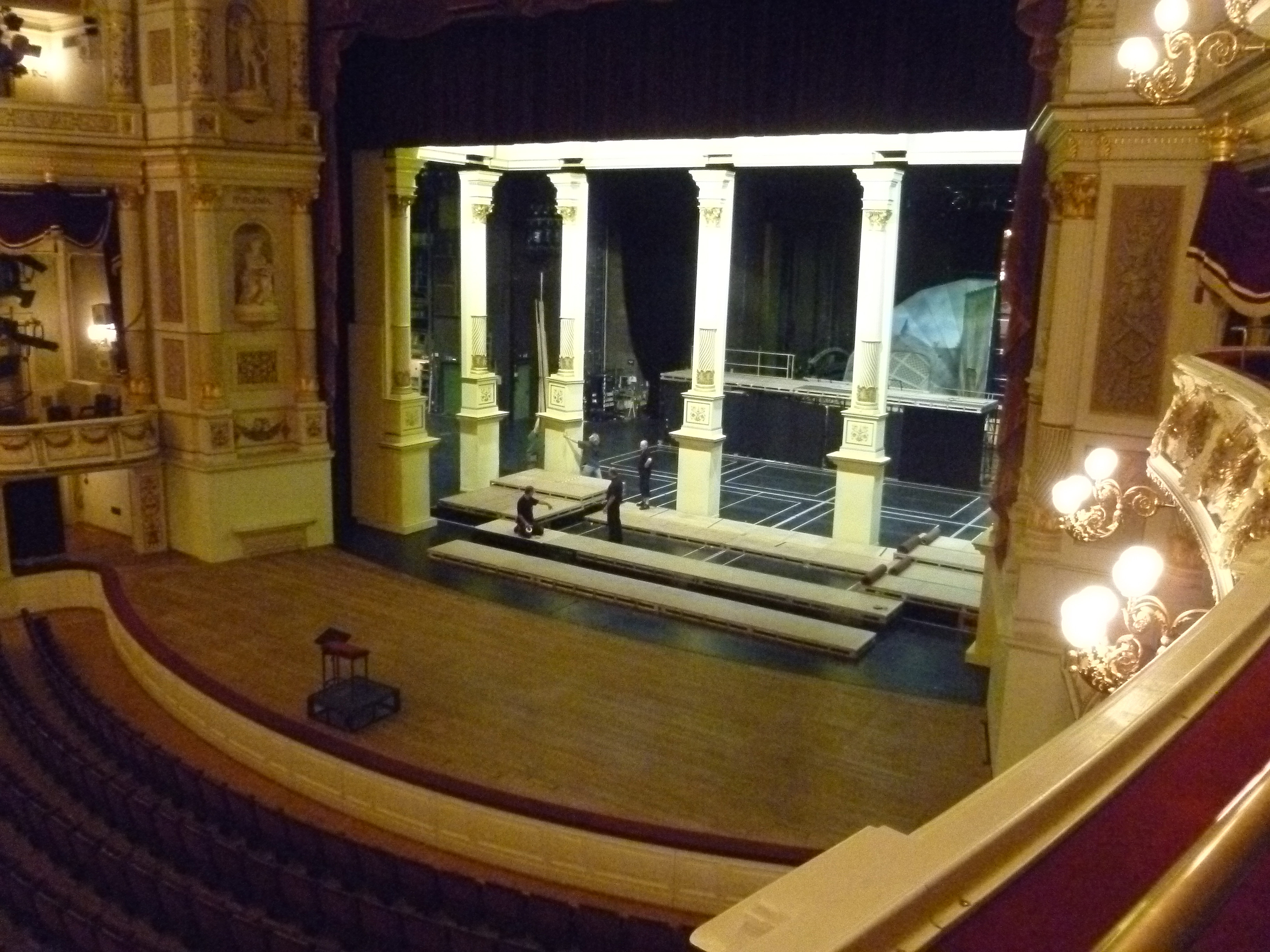
Konzertzimmer im Aufbau

Als Konzertzimmer wird ein Bühnenaufbau bezeichnet, welcher für die Aufführung von Sinfoniekonzerten in Opernhäusern genutzt wird. Er dient zur Anpassung der Akustik des Bühnenhauses für die musikalische Nutzung.
Konzertzimmer bestehen aus Stellwänden, welche die Bühne nach hinten und seitlich begrenzen. Hinzu kommen Deckenelemente, welche die den Bühnenraum nach oben angrenzen. So wird der Raum der Seiten-, Hinter- und Oberbühne akustisch abgekoppelt, und der Schall gezielt auf kurzen Wegen Richtung Publikum gelenkt. Zur Anpassung der Schallreflexion und Schallstreuung spielt neben der Position und Ausrichtung auch die Formgebung eine Rolle. Ohne entsprechende raumakustische Maßnahmen wären Konzerte in Opernhäusern nur aus dem Orchestergraben möglich. Klassisch bilden Konzertzimmer eine annähernd geschlossene Struktur aus Wand- und Deckenelementen. Diese ist meist auch architektonisch an der Gestaltung des Zuschauerraums angepasst. Heute kommen oft auch einzeln stehende Stellwände und Deckensegel zum Einsatz.